# ウアトキトドン
ウアトキトドン（Uatchitodon）は三畳紀から知られる化石爬虫類の属である。溝を持つ歯のみから知られ、形態はドクトカゲ属や毒蛇と類似する。
ウアトキトドンは有毒と考えられている最も古い爬虫類である。

## 純古生物学
U. kroehleriに見られる溝はアメリカドクトカゲと類似した生活様式を持っていたことを示している可能性がある。
密閉された管から、U. schneideriは毒蛇と同様に毒腺と圧縮筋を用いて獲物に毒を送り込むことができた可能性があるが、歯以外の部位は発見されていないことから腺や筋肉に関する証拠はない。